# Desafio Transporte Excelsior
Desafio Transporte Excelsior foi um torneio amistoso realizado em 2013 entre as equipes do Voltaço Vôlei e da Universidade Federal de Juiz de Fora. O torneio serviu como preparação de ambas equipes para a Superliga 2013/14.
O torneio foi disputado numa série de 4 amistosos., e utilizou a nova regra criada pela CBV, e que será usada na Superliga 2013/14, em que os sets têm apenas 21 pontos e não 25.

## Partidas
Jogo 1
| 22 de Agosto de 2013 20:00 Relatório | Voltaço Vôlei | 1 - 3                   | Universidade Federal de Juiz de Fora | Ginásio da Ilha de São João |
| 22 de Agosto de 2013 20:00 Relatório | 17 21 14 17   | Set 1 Set 2 Set 3 Set 4 | 21 19 21                             | Ginásio da Ilha de São João |

- Volta Redonda: Fidele, Mudo, Jônatas, Renato Hermely, Bruno Canuto, Ricardo e Daniel (líbero). Entraram: Brunão, Cristóvão e Leozão.
- Juiz de Fora: Gelinski, Japa, Victor Hugo, De Paula, Reffatti, Jardel e o líbero Thales

Jogo 2
| 23 de Agosto de 2013 11:00 Relatório | Voltaço Vôlei | 2 - 3                                      | Universidade Federal de Juiz de Fora | Ginásio da Ilha de São João |
| 23 de Agosto de 2013 11:00 Relatório | 19 16 21 15   | Set 1 Set 2 Set 3 Set 4 Set 5 (tiebreaker) | 21 15 16 17                          | Ginásio da Ilha de São João |

Jogo 3
| 27 de Agosto de 2013 19:00 Relatório | Universidade Federal de Juiz de Fora | 1 - 3                   | Voltaço Vôlei | Arena UFJF |
| 27 de Agosto de 2013 19:00 Relatório | 21 23 21                             | Set 1 Set 2 Set 3 Set 4 | 18 25 19 17   | Arena UFJF |

Jogo 4
| 28 de Agosto de 2013 11:00 | Universidade Federal de Juiz de Fora |  | Voltaço Vôlei | Arena UFJF |
| 28 de Agosto de 2013 11:00 |                                      |  |               | Arena UFJF |